# Prunus prostrata
Prunus prostrata, aranyoner prostrat o cirerer prostrat és un arbust alpí que es troba de manera natural entre els 2000 i 4.000 m d'altitud a Europa i part d'Àsia i nord d'Àfrica, incloent Catalunya i el País Valencià. Fa fins a 1 metre d'alt i de vegades es troba en superfície verticals de les muntanyes.
Les seves fulles són ovades amb els marges serrats, tomentoses al revers i glabres a la part de dalt de la fulla. Les flors són rosades i floreix a l'abril-maig. El seu fruit és ovat i vermell i madura al juliol.

## Usos
El seu fruit és comestible però no és apreciat pels humans. És una planta ornamental.

## Classificació
El nom de Prunus prostrata li va ser assignat per Jacques Labillardière, a Icones plantarum Syriae rariorum

## Alguns sinònims
- Cerasus prostrata (Labill.) Ser. 1825
- Cerasus humilis Moris
- Cerasus prostrata var. concolor Boiss.